# Đuro Seder
Đuro Seder, hrvaški slikar, * 29. november 1927, Zagreb, † 2. maj 2022.

## Življenjepis
Rodil se je v Zagrebu kjer je obiskoval klasično gimnazijo, maturo je opravil 1946. na klasični gimnaziji v Splitu. V tem letu je pričel s študijem na Akademiji likovnih umetnosti v Zagrebu v razredu prof. Antuna Mejzdića in diplomiral 1951. Specialistični študij slikarstva je končal pri prof. Marinu Tartaglii 1953.
Po končanem študiju je Seder delal kot ilustrator in tehnični urednik časopisa Jugoslovenski radio. Kasneje je delal v izdajateljski hiši Panorama, od 1968 do 1981 pa kot grafični oblikovalec v Agenciji za marketing - Vjesnik. Od 1981 do 1983 je delal kot docent na Akademiji likovnih umetnosti v Zagrebu. Tam je bil v letih 1983 do 1987 dekan in od 1987 do 1998 redni profesor. Od leta 2000 je redni član Hrvaške akademije znanosti in umetnosti.
Seder je bil v letih 1959 - 1966 član skupine Gorgona. V šestdesetih in sedemdesetih letih je objavljal poezijo v časopisih: Razlog, Kolo, Forum in Republika, 1978 je objavil zbirko pesmi Otac iz lonca. Kot slikar samostojno razstavlja od 1958, njegova dela se nahajajo v muzejih in galerijah v: Zagrebu, Reki, Varaždinu, Splitu, Osijeku, Rovinju, Beogradu, Münchnu, Gradcu, Budimšpešti in New Yorku.
Seder je ustvaril številna dela (olja na platnu, freske, mozaike in vitraje) s sakralno tematiko v cerkvah in samostanih v Bosni in Hercegovini. Žal je bilo veliko teh del uničenih v vojnah ob razpadu Jugoslavija.

## Umetnost

### Samostojne razstave
- 1958 Izložbeni paviljon (Opatija)
- 1960 Salon ULUH (Zagreb)
- 1962 Studio G (Zagreb), Galleria Cadario (Milano)
- 1964 Galerija Studentskog centra (Zagreb)
- 1973 Galerija Dramsko kazalište Gavella (Zagreb)
- 1975 Galerija Izlog (Zagreb)
- 1977 Galerija likovnih umjetnosti (Osijek)
- 1978 Gornjogradska vijećnica (Zagreb)
- 1981 Galerija suvremene umjetnosti (Zagreb)
- 1983 Galerija Loža-Meduza (Koper) Galerija Sebastian (Beograd), Neue Galerie am Landesmuseum Joanneum (Gradec), Razstavni salon Rotovž (Maribor) Galerija likovnih umjetnosti (Osijek)
- 1984 Galerija Sebastian (Varaždin), Zavičajni muzej (Rovinj)
- 1985 Galerija Toč (Selce)
- 1986 Galerie Joseph Hierling (München) Galerija forum (Zagreb)
- 1987 Galerija HDLU (Split), Mali Salon (Reka), Galerija Sebastian (Dubrovnik), Galerija Sebastian (Varaždin)
- 1988 Galerija Galženica (Velika Gorica)
- 1989 Galerija likovnih umjetnosti (Niš), Galerija slika (Varaždin), Muzej za umjetnost i obrt (Zagreb), galerija slika (Koprivnica)
- 1990 Umjetnička galerija BiH (Sarajevo), Umjetnička galerija (Banja Luka)
- 1992 Stadthaus (Dortmund)
- 1994 Galerija Beck, Galerija Forum (Zagreb)
- 1995 galerija Studentskog centra (Zagreb), Zavičajni muzej (Rovinj), Galerija Narodnog sveučilišta (Poreč), Pomorski muzej (Split), Institut »Ruđer Bošković« (Zagreb), Galerija Keleia (Celje)
- 1996 Galerija Beck (Zagreb), Stadthaus (Wolfsburg)
- 1997 Filodramatica (Reka), Galerija Kula (Split)
- 1998 Umjetnički paviljon, Galerija Šovagović (Zagreb), Općinski dom (Jelsa), Galerija Porat (Pučišća), Galerija zagrebačke slavističke škole (Pulj)
- 1999 Galerija TMT (Ljubuški), Galerija Grubić (Zagreb)
- 2000 Galerija Klarisa (Dubrovnik), Zavičajni muzej (Rovinj), Galerija umjetnina Narodnog muzeja - Gradska loža (Zadar)
- 2001 Gradski muzej (Bjelovar)
- 2002 Galerija Era (Novalja), Galerija TMT (Ljubuški)
- 2003 Muzej Mimara (Zagreb)
- 2005 Galerija Arh (Reka), Zavičajni muzej (Rovinj)
- 2006 Franjevačka galerija (Široki Brijeg)
- 2007 Klovićevi dvori (Zagreb)
- 2008 Likovni salon Vladimir Becić (Slavonski Brod)

### Nagrade in priznanja
- 1984 Nagrada Zagrebškega salona za slikarstvo
- 1986 Letna nagrada za slikarstvo »Vladimir Nazor«
- 1993 Nagrada za slikarstvo Likovne kolonije Rovinj
- 1995 Letna nagrada HDLU-a
- 1996 Odličje za zasluge v kulturi: »Danica z likom Marka Marulića«
- 1999 La Batana za slikarstvo Rovinj
- 2002 Nagrada »Vladimir Nazor« za življenjsko delo

Đuro Seder je prejel tudi več odkupnih nagrad na različnih razstavah.